# Pakistan
För andra betydelser, se Pakistan (olika betydelser).
Pakistan, formellt Islamiska republiken Pakistan (engelska: Islamic Republic of Pakistan; urdu: اسلامی ﺟﻤﻬﻭرﻳہ پاکستان), är ett land i Sydasien. Vid folkräkningen 2023 var Pakistan det sjätte folkrikaste landet i världen med en befolkning på 247,5 miljoner och 2025 hade den ökat till 255,2 miljoner.
Landet gränsar i öst till Indien, i norr till Kina, i nordväst till Afghanistan och i väst till Iran. I söder har landet en kust mot Arabiska havet, och delar där en sjögräns med Oman.
I området har det mycket länge funnits jordbruk och cirka 2600–1500 f.Kr. dominerades det av Induskulturen. Från 1858 ingick nuvarande Pakistan i Brittiska Indien och 1947 blev landet självständigt. Majoriteten av invånarna är muslimer, vilket avspeglas i landets formella namn.

## Historia

### Förhistoria
Det geografiska området för dagens Pakistan har i flera årtusenden varit plats för jordbruksbaserade kulturer. De tidigaste arkeologiska bevisen är stenverktyg från den soaniska kulturen under början av äldre stenåldern. Från mitten av 2000-talet f.Kr. och uppskattningsvis 1000 år framåt dominerade Induskulturen med sina, vid Indusfloden belägna, städer Harappa och Mohenjo-daro. Denna kultur antas i betydande grad ha influerat de senare invandrande indoarierna.[källa behövs]

### Antiken
Den vediska civilisationen (1500–500 f.Kr), skapad av indoarierna, lade grunden till hinduismen som kom att bli djupt förankrad även i dagens Pakistan. Därefter styrdes området av en rad storriken, till exempel akemenidiska Perserriket från cirka 519 f.Kr, därefter Alexander den stores rike från 326 f.Kr. Efter Alexander den stores död splittrades hans rike omgående och dagens Pakistan regerades av två av hans generaler, satraperna Eudemus och Peithon, men erövrades under 310-talet f.Kr. av Mauryariket. Efter Ashokas död kollapsade Mauryariket runt år 185 f.Kr. varpå Demetrios I av Baktrien invaderade och grundlade det Indo-grekiska riket. Efter detta rikes sammanbrott runt år 10 övertog den indo-skytiska dynastin herravälde över regionen och avlöstes av kushanerna fram till cirka år 400.

### Medeltid och tidig modern tid
Den arabiske härföraren Muhammad ibn Qasim erövrade området år 711 vilket i dagens officiella historieskrivning betecknar grunden för Pakistan.Efter den islamska erövringen spreds islam i regionen och sufiska missionärer bidrog till att konvertera större delen av befolkningen. Därpå följde en lång rad muslimska dynastier och riken, inte minst under Delhisultanatet (1206-1526), innan Mogulriket övertog kontrollen, vilket medförde en indo-persisk kulturell guldålder. Under 1700-talet försvagades Mogulriket gradvis och i maktvakuumet bildades Sikhiska riket som under 1800-talets första hälft erövrades av det Brittiska Ostindiska Kompaniet, vars kolonialherravälde även sträckte sig till dagens Pakistan.

### Modern tid

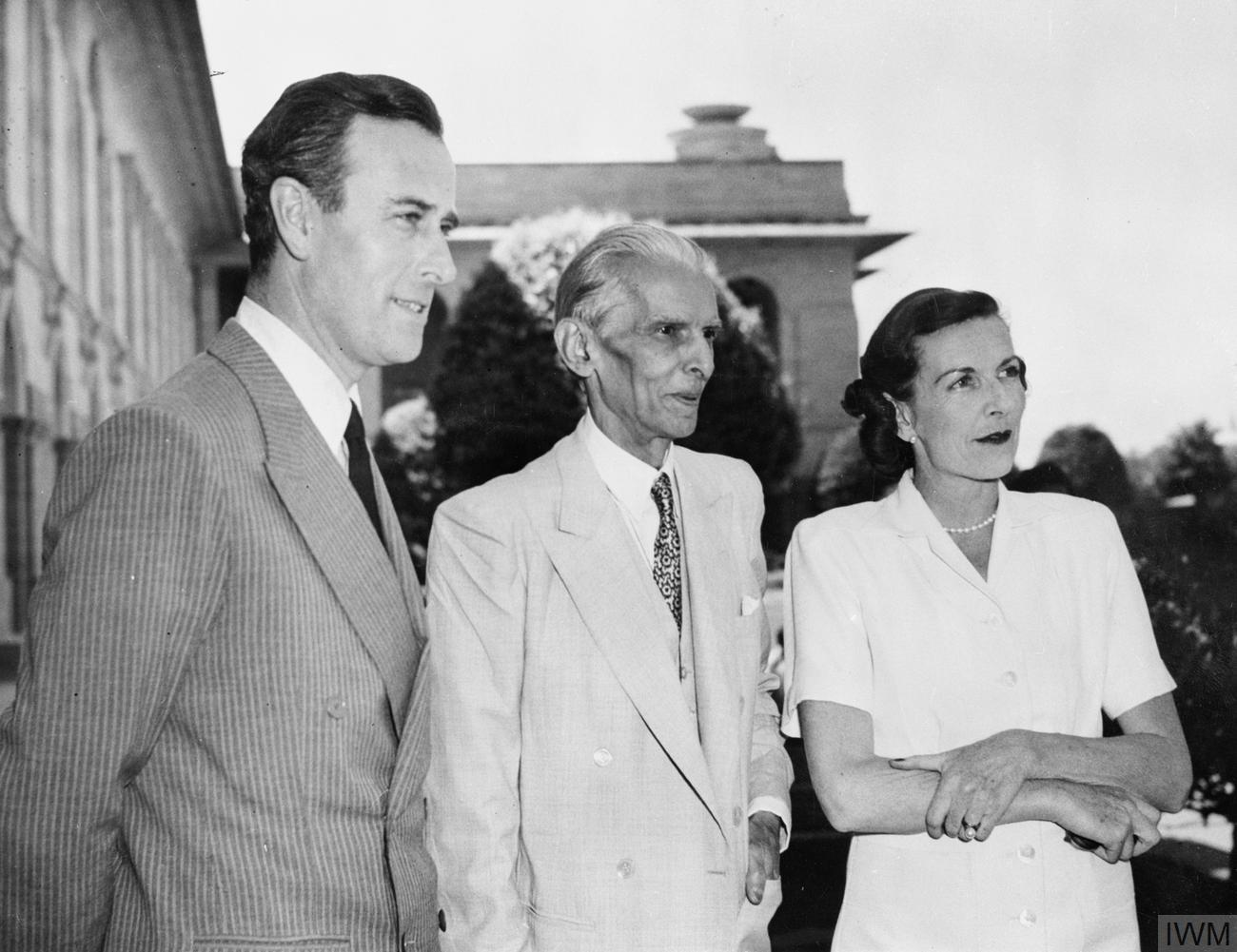
Louis Mountbatten, vicekung av Indien, och hans hustru träffar Mohammed Ali Jinnah.

Från början av 1800-talet var mycket av dagens Pakistan tidvis omstritt mellan Brittiska ostindiska kompaniet och den afghanska stat som skapats vid 1700-talets mitt,  men britterna konsoliderade sina nya territorier. När kolonin Brittiska Indien skulle avkoloniseras valde britterna att dela den efter grovt dragna religiösa linjer, något som man hade samlat stöd för från den muslimska befolkningen och det största muslimska partiet All India Muslim League under ledning av Muhammed Ali Jinnah som uttryckte oro för den hinduiska majoritetens dominans.[källa behövs] Två självständiga stater bildades 1947, den formellt sekulära men hindudominerade Dominionen Indien respektive den majoritetsmuslimska Dominionen Pakistan. Jinnah blev Pakistans förste generalguvernör och landet förblev ett samväldesrike under den brittiska kronan fram till monarkins avskaffande 1956. Vid självständigheten 1947 omkom hundratusentals i de våldsamma upplopp som bröt ut då över 14 miljoner människor panikartat flyttade åt båda håll över den nya gränsen vilket tillsammans med kriget om Kashmir samma år skapade misstro mellan Indien och Pakistan.
1958 genomfördes den första av en rad militärkupper i landet då presidenten Iskander Mirza upphävde konstitutionen för att kort därefter själv störtas av general Ayub Khan. Under kalla kriget fick Pakistan nära relationer med Folkrepubliken Kina med grund i deras gemensamma motstånd mot Indien. Då Indien stod nära Sovjetunionen fick Pakistan även stöd av USA, och när USA och Kina förbättrade sina relationer 1972 spelade Pakistan en roll som medlare. Den geografiskt avskilda provinsen Östpakistan bröt sig efter 1971 års befrielsekrig loss och bildade den nya staten Bangladesh. Under 1980-talet var landet en religiöst konservativ militärdiktatur under general Zia-ul-Haq och fick stort stöd av USA under Ronald Reagan för att hjälpa mujaheddingerillan i angränsande Afghanistan bekämpa det landets regering efter Sovjetunionens intervention 1979. När Pakistan testade kärnvapen 1999 lät Clintonadministrationen dock införa vissa sanktioner vilket försämrade de bilaterala relationerna.
På senare år har Pakistan befunnit sig i storpolitikens centrum, under 1990-talet genom samarbetet med och stödet till talibanrörelsen i Afghanistan. När talibanerna 1996 utropade Islamiska emiratet Afghanistan fick de diplomatiskt erkännande av bland annat Pakistan. Under USA:s krig mot terrorismen förbättrades dock relationerna till supermakten igen och Pakistan gav sitt stöd till invasionen av Afghanistan 2001.

## Militärdiktatur 1999–2008
I den militära konflikten Kargilkriget med Indien, begränsad till regionen Kargil i Kashmir sommaren 1999, led Pakistan ett nederlag.
General Pervez Musharraf avsatte sedan Sharifs valda regering i en militärkupp och etablerade Pakistans fjärde militärdiktatur. Han tillträdde som president 2001.
Sedan 2003 har det skett ett försiktigt närmande mellan Indien och Pakistan. Utbyte av fångar ägde rum och förbindelser öppnades i Kashmir-regionen. 2004 började konflikten i nordvästra Pakistan mellan islamister i stamområdena, inklusive talibaner som hade flytt från Afghanistan, och den pakistanska centralregeringen.
I oktober 2005 dog mer än 73 000 människor efter en kraftig jordbävning i nordväst och tre miljoner människor förlorade sina hem.
Den 3 november 2007 utropade general Musharraf undantagstillstånd och upphävde konstitutionen. Inför parlamentsvalet den 8 januari 2008 upphävde general Musharraf undantagstillståndet den 15 december, men inte begränsningarna av pressfriheten. Förberedelserna för valet överskuggades av mordet på oppositionsledaren Benazir Bhutto den 27 december 2007 i Rawalpindi. Ledaren för Tehreek-e-Taliban i Pakistan (TTP), de pakistanska talibanerna, Baitullah Mehsud, fick mest skulden för attacken. På grund av de efterföljande oroligheterna sköts valet upp till den 18 februari 2008. Valet vanns av Pakistans folkparti (PPP) och Yousaf Raza Gilani valdes till ny premiärminister den 24 mars med 264 röster. En dag senare svors han in av president Musharraf. En av hans första handlingar var att häva husarresten för den tidigare överdomaren Iftikhar Chaudhry, som avsattes av Musharraf i november.
Pakistan är ett av världens farligaste länder för kvinnor. Acid Survivors Foundation rapporterade år 2006 om över 500 syra-attacker mot kvinnor. Dessa attacker är ofta utförda av våldsamma män som fått frierier eller sexuella inviter avvisade. Män i Pakistan utsätter också kvinnor för höga nivåer av våld och diskriminering. En femtedel av alla mord är hedersmord.
Sedan augusti 2018 har Pakistan styrts av premiärminister Imran Khan, vars regering domineras stort av hans eget parti Pakistans rörelse för rättvisa (PTI). I parlamentsvalet i juli samma år lyckades Khan locka såväl unga stadsbor som konservativa islamister med löften om allt från korruptionsbekämpning inom eliten till stöd för Pakistans omstridda hädelselagar.

## Geografi

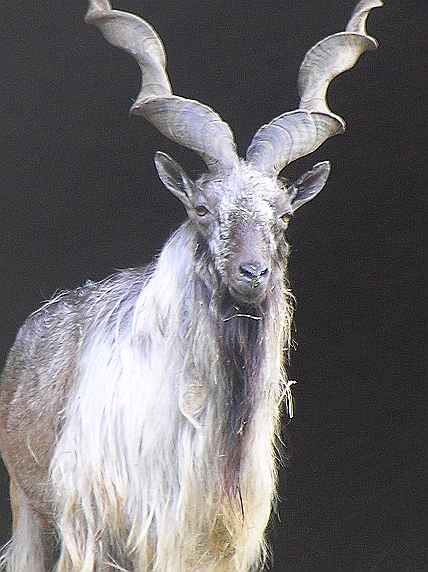
Skruvhornsget, Pakistans nationaldjur.

### Topografi och hydrografi
Landet täcks i norr av de stora bergskedjorna Karakoram, Hindukush och Pamir med några av världens högsta bergstoppar. Det är också i bergslandskapen i norr som Indusfloden rinner in i Pakistan från indiska Ladakh i öster. Floden rinner genom Baltistan i nordvästlig riktning mot Gilgit men svänger gradvis söderut innan dess och har sitt utlopp nära Karachi, större delen av landet utgörs av Indusslätten. I väster ligger Baluchistans högplatå som till största delen består av kargt, bergigt landskap. Längs med gränsen mot Indien i Sindh och södra Punjabprovinsen finns Tharöknen. Öknens utbredning avgränsas västerut av Indus genom dessa provinser och alla andra av Pakistans större floder är bifloder till Indus. Tack vare konstbevattning har Indusslätten kunnat utnyttjas för jordbruk och blivit en mycket bördig region.

### Klimat
Klimatet är i allmänhet torrt kontinentalklimat men med vissa regionala skillnader som främst beror på markanta höjdskillnader. Under sensommaren orsakar sydvästmonsunen ofta stora översvämningar medan det från december till februari i princip inte tillkommer någon nederbörd alls.

### Växt- och djurliv
Pakistans nationaldjur är skruvhornsgeten och nationalfågeln är berghöna, även känd som chakhoor på urdu. Landskapets stora variation och klimat har lett till en stor variation av djur och fåglar. Det finns skogar med barrväxter som gran, tall och himalayaceder i bergstrakterna i norr till lövfällande träd som shesham i Sulaimanbergen i söder. På de västra kullarna finns enbärsbuskar och tamarisk samt grovt gräs och busksnår. Längs den södra kusten finns mangroveskogar.
Bland sällsyntare arter kan nämnas den utrotningshotade indusdelfinen, en underart av floddelfin som finns i Indus, och snöleopard som finns i de norra bergslandskapen. Vanlig förr i Indus var även gavialen som idag tros vara helt utrotad i landet.

## Styre och politik

### Författning och styre
Enligt 1973 års konstitution är Pakistan en förbundsrepublik men har genom åren skiftat mellan semipresidentiellt och parlamentariskt statsskick beroende på hur mycket makt som delegerats till statschefen. År 2010 röstades ett artonde författningstillägg igenom som fråntog presidenten flera politiska befogenheter och reducerade ämbetet till en i stort ceremoniell statschef, varvid landet återigen fick ett parlamentariskt statsskick där den politiska makten vilade hos regeringschefen.
Pakistans parlament har ett tvåkammarsystem där ledamöter i överhuset, Senaten, väljs av provinsförsamlingar och ledamöter i underhuset, Nationalförsamlingen, väljs enligt ett majoritetsvalsystem.

### Administrativ indelning
Pakistan består av följande fyra provinser, två territorier och två speciella administrativa områden (båda i Kashmir). Dessa är vidare indelade i distrikt.
Provinser
- 1 Baluchistan
- 2 Khyber Pakhtunkhwa
- 3 Punjab
- 4  Sindh

Territorier
- 5 Huvudstadsterritoriet Islamabad

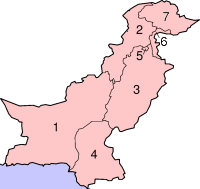
Pakistans administrativa indelning

- 6 Federalt administrerade stamområdena

Speciella områden
- 7 Azad Kashmir
- 8 Norra området

### Politik
Landet är en flerpartidemokrati och håller regelbundna val men har under en lång tid i historien varit en periodvis växlande demokratisk stat och en auktoritär militärdiktatur. Militära statschefer som styrt efter statskupper har varit fältmarskalk Mohammad Ayub Khan 1958–1969, general Yahya Khan 1969–1971, general Zia-ul-Haq 1978–1988, samt general Pervez Musharraf 1999–2008. Flertalet av Pakistans presidenter har varit folkvalda, men under Pakistans 57 år som republik (1956–2013) har statschefen under 34 år styrt som militärdiktator. I praktiken besitter militären, storgodsägare, industriledare och traditionella klanledare stor makt över det politiska livet. Korruptionen i landet är utbredd men minskade relativt sett under 2013.
Den 27 december 2007 mördades Pakistans kvinnliga oppositionsledare Benazir Bhutto i ett uppmärksammat våldsdåd och sekulära partier är utsatta för hot, mord- och bombattentat ifrån väpnade islamister medan islamistiska partier i stort är förskonade. Enligt en rapport av BBC Urdu har över 700 medlemmar i sekulära partiet Awami National Party (ANP) dödats av krypskyttar och bombattentat mellan 2009 och 2013. Under 2012 dödades 6 211 människor i terrorrelaterat politiskt våld i landet. Pakistan var 2012 ett land som stod på gränsen till statsförfall. Enligt The Failed States Index 2012 var kärnvapenmakten Pakistan det året den trettonde mest förfallna staten i världen. Utan amerikanskt finansiellt bistånd, som sedan 11 september-attackerna uppgått till mer än 20 miljarder dollar, skulle landet ha drabbats av statsbankrutt.
Det politiska våldet var 2013 utbrett; i Baluchistan var sedan många år tillbaka en etnisk separatiströrelse verksam, i hamnstaden Karachi anlitade politiska partier yrkeskriminella för att bekämpa sina rivaler, och tidigare splittrade och marginella religiösa fundamentalister hade börjat enas under de pakistanska talibanerna.
I Pakistan har perioder av skör demokrati avlösts av långvarigt militärt maktinnehav. Så sent som 2013 genomfördes det första demokratiska maktskiftet. De två största partierna är socialdemokratiska Pakistans folkparti och konservativa Pakistanska muslimska förbundet (stöttat av det militära Pakistan). Dessa två har historiskt omväxlande haft regeringsmakten, i parlamentsvalet i maj 2013 vann PML-N en absolut majoritet i Nationalförsamlingen. Sedan sommaren 2018 är Imran Khan premiärminister för en regering som domineras av hans parti Pakistans rörelse för rättvisa (PTI). I valet i juli 2018 lockade han såväl unga stadsbor som konservativa islamister med löften om allt från korruptionsbekämpning inom eliten till stöd för Pakistans omstridda hädelselagar.

### Internationella relationer
Pakistan är medlem i Samväldet. Efter kriget i Östpakistan stod man dock utanför ett tag (perioden 1972-1989); vidare var landet uteslutet mellan 1999 och 2004 på grund av en militärkupp. Landet uteslöts ur Samväldet igen under sex månader från november 2007, men är sedan 12 maj 2008 åter medlem.

### Försvar
Pakistans yrkesarmé består av landstridskrafter med cirka 550 000 soldater, ett flygvapen med cirka 50 000 flygsoldater och en flotta med cirka 25 000 sjömän. En särskild krigsmaktsövergripande komponent är det strategiska kärnvapenkommandot (Strategic Plans Division) bildat 1999 på order av presidenten, general Pervez Musharraf. 
| Försvarsgren                   | Personal i aktiv tjänst. | Reservpersonal |
| ------------------------------ | ------------------------ | -------------- |
| Armén                          | 550 000                  | 500 000        |
| Marinen                        | 22 000                   | 5 000          |
| Flygvapnet                     | 45 000                   | 8 000          |
| Inrikestrupper                 | 420 000                  | 0              |
| Strategiska kärnvapenkommandot | 21 000                   | 0              |

Den pakistanska militären har kritiserats som en "stat i staten" och i landets historia har ett flertal militärkupper genomförts. Inte enbart den politiska makten ligger i händerna på de militära makthavarna, utan de kontrollerar även stora delar av ekonomin genom talrika militärägda företag, stora jordegendomar och officerare placerade i de viktigaste samhällsinstitutionerna. Militära pensioner är fem gånger så höga som de civila. Även direkt korruption är vanlig inom krigsmakten, men de rättsvårdande myndigheterna drar sig vanligen för att ingripa.
En särskild gren av den pakistanska krigsmakten utgörs av Inter-Services Intelligence (ISI), den centrala militära underrättelsetjänsten, vars chef alltid måste komma från armén. ISI har en rad uppgifter både inom och utom landet. Bland dessa kan nämnas övervakning av massmedia, politiska partier, utlänningar och diplomater samt internationell underrättelseinhämtning. ISI har ett särskilt ansvar för det pakistanska kärnvapenprogrammet. Ett flertal korruptionsaffärer har berört ISI och organisationen har anklagats för att understödja och utrusta religiösa extremister av typen islamister och talibaner. Vid sidan av ISI finns den militära säkerhetstjänsten, Military Intelligence (MI). Dess huvuduppgift är säkerhetsunderrättelsetjänst och övervakning av potentiella statsfiender. Den tredje stora underrättelsetjänsten i Pakistan, den civila Intelligence Bureau (IB) lyder under inrikesministeriet. Dess huvuduppgift är säkerhetsskydd och den bedriver främst övervakning av politiker, politiska aktivister och presumtiva terrorister.
Militärens roll i det politiska livet har det senaste årtiondet till stor del karaktäriserats av det eskalerande religiösa våldet. Den 3 november 2007 utlyste president Pervez Musharraf undantagstillstånd med just hotet från islamistisk terrorism som motivering. En alternativ förklaring var att Musharraf fruktade att Högsta domstolen skulle ogiltigförklara valet av honom som president, eftersom han fortfarande var överbefälhavare. 29 november 2007 övergick Musharraf till att vara en civil president samtidigt som han meddelade att undantagstillståndet skulle hävas 16 december. Av historiska och politiska skäl präglas försvarsetablissemangets förhållande till de militanta islamisterna av paradoxer. Länge anklagades armén för att bara göra halvhjärtade försök att slå tillbaka de pakistanska talibanerna men på senare år har upprorsbekämpningen intensifierats. Pakistanska politiker har regelbundet fördömt CIA:s drönarattacker mot mål i landet men högt uppsatta befälhavare har länge ansetts inofficiellt acceptera dem. Haqqani-nätverket, som har nära relationer med både de afghanska och pakistanska talibanerna, misstänks få inofficiellt stöd av den mäktiga underrättelsetjänsten ISI.

## Ekonomi och infrastruktur
Pakistan är ett utvecklingsland. Det har den sjätte största befolkningen i världen, vilket kräver en hel del från den politiska och ekonomiska sidan. Samtidigt är landet en kärnvapenmakt och har världens sjunde starkaste krigsmakt. Pakistan bildades år 1947 och var redan då mycket fattigt. Under 1900-talet har utvecklingen gått bättre än genomsnittet i världen, men oförsiktig politik har gjort att utvecklingen gått långsammare under 1990-talet.[källa behövs] Sedan den tiden har Pakistans regering infört reformer och den ekonomiska tillväxten har ökat under 2000-talet. Pakistans ekonomiska framtid har blivit ljusare och tillverkningssektorn och de finansiella tjänstesektorerna har vuxit mycket snabbt.

### Näringsliv

#### Turism
Turismen i Pakistan är växande, baserad på landets olika kulturer, folkslag och landskap. I Pakistan finns flera bergstoppar som drar till sig bergsbestigare från hela världen. K2 (även känt som Mount Godwin-Austen), världens näst högsta bergstopp, är den för allmänheten mest kända.

### Infrastruktur

#### Transporter
Kommunikationerna i Pakistan varierar kraftigt. Medan vissa områden endast är tillgängliga med packdjur, är flygtrafiken mellan storstäder välutvecklad. Till skillnad från Indien spelar vägtransporter en större roll än järnvägen, även om vägnätet på många platser har låg kapacitet. Järnvägsnätet, som huvudsakligen byggdes under kolonialtiden, är splittrat sedan delningen från Indien och präglas av omoderna tåg.
Karachi är den främsta hamnen i landet och har nyligen fått sällskap av den moderna hamnanläggningen Port Qasim. För att minska belastningen på det övriga transportnätet byggdes en pipeline från kusten till oljeraffinaderiet i Multan i början av 1980-talet.

#### Utbildning
Pakistans skolsystem är till stor del baserat på kolonialtidens struktur. Det består av fem års primärskola (5–9 år), tre års mellanstadium och fyra års sekundärstadium (2+2 år). Trots ambitionen att inkludera alla barn i primärskolan går endast cirka 70 % av barnen i åldern 5–9 år i skola, främst på grund av fattigdom, lågt deltagande av flickor och brist på resurser. Efter tio års skolgång kan elever fortsätta till ett 3–5-årigt college för teknisk eller medicinsk utbildning, vilket leder till en bachelor-examen. Många skolor är dock dåligt utrustade och tvingas stänga under extremt väder.
Vid sidan av det moderna utbildningssystemet finns ett traditionellt, islamiskt system knutet till moskéerna, där Koranen studeras och memoreras. Dessa skolor utbildar en liten del av befolkningen men bidrar med lärare till det moderna systemet för att främja islamiska värderingar.

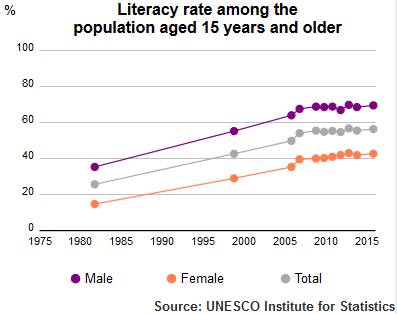
Läskunnighet bland vuxna i Pakistan 1980-2015, enligt UNESCO.

Läskunnigheten har ökat sedan 1980-talet, men många är fortfarande analfabeter. Efter 2000-talet har utvecklingen stagnerat. Enligt Unesco var 79 % av männen och 62 % av kvinnorna läs- och skrivkunniga 2009, medan andelen bland personer över 65 år var under 25 %.

## Befolkning

### Demografi
Pakistan är världens sjätte folkrikaste land. På grund av Pakistans höga befolkningstillväxt räknar man med att landet kommer att gå om Brasilien före 2025. Baserat på de höga antalet födslar under 1980-talet har man beräknat att Pakistan kommer att ha det tredje största invånarantalet runt 2050. Men från år 1988 har Pakistans nativitet dämpats något.[källa behövs]
Majoriteten av befolkningen är hanafitiska muslimer,[källa behövs] 95–97 procent av invånarna är muslimer. De flesta muslimer i Pakistan är sunnimuslimer (80-90%). De andra är shiamuslimer (10-20%), ahmadiyyamuslimer (2,3%) och andra grupper som sufier och quranism (quraniyoon) existerar också. Pakistan har även en icke-muslimsk befolkning, bestående bland annat av kristna, animister i det nordligaste delarna, Bahá'í, parser, judar, zoroastrier och kalash religion. Hinduerna är enligt olika uppskattningar mellan 1 och 4 procent av befolkningen och det finns även en liten grupp jainister.
En studie genomförd 2014 på Punjabs landsbygd pekar på att cirka 82,5 procent av alla föräldrar i Pakistan är kusiner, sysslingar eller bryllingar.
Pakistan är ett mångkulturellt land med flera stora etniska grupper. Punjaberna är den största gruppen och talar punjabi. Deras kultur är rik på poesi, musik och kulinariska traditioner. Pashtunerna, kända som traditionella krigare, talar pashto och följer ofta Pashtunwali, en kod som betonar värderingar som gästfrihet och heder. Sindhierna bor i Sindh-provinsen och talar sindhi. Deras kultur har påverkats av både islam och hinduism.
Saraikierna betraktas som en undergrupp av punjaberna och talar saraiki, en dialekt av punjabi. Muhajirerna är ättlingar till muslimer som migrerade från Indien efter självständigheten 1947 och talar främst urdu. Balocherna bor huvudsakligen i Balochistan, talar balochi och har en distinkt kultur med egna traditioner.
Utöver dessa större grupper finns det flera mindre etniska grupper. Landet har över 60 språk, där urdu fungerar som det officiella språket och en symbol för nationell enhet.

#### Migration
År 2016 uppvisade Pakistan en nettomigration på -1,4 migranter per 1 000 invånare. Landet var hem för cirka 2,6 miljoner flyktingar från Afghanistan år 2015, varav 1,6 miljoner var registrerade och 1,0 miljoner oregistrerade. Samtidigt beräknades antalet internflyktingar inom Pakistan till 847 368 år 2016.
Enligt Utrikespolititiska institutets uppskattning fanns det 2018 uppemot tre miljoner afghanska flyktingar i Pakistan, en av de största flyktingbefolkningarna i världen.

### Språk
Urdu och engelska är båda erkända officiella språk i Pakistan. Urdu talas av de flesta, men det är endast åtta procent av befolkningen som har urdu som modersmål. Engelska används i flera sammanhang och det offentliga universitetet undervisar på engelska. Urdu är kommunikationsspråket bland folket. De flesta i Pakistan förstår eller talar även besläktade indoeuropeiska språk som punjabi, pashto, sindhi, baluchiska, persiska, siraiki, hindko,  kohistani och chitrali. Det finns också grupper som talar språk som inte är indoeuropeiska, till exempel brahui,.

#### Urdu
När staten Pakistan grundades 14 augusti 1947, bestämdes det att urdu skulle vara den nya statens språk. Urdu och hindi har gemensamma rötter och är i sin talade form så lika att de ofta betraktas som ett och samma språk – hindi-urdu eller hindustani. Vad gäller litteraturspråket finns större skillnader, och där urdu har påverkats mer av persiska och hindi av sanskrit. De skrivs också med olika alfabet, urdu med en variant av det persisk-arabiska alfabetet och hindi med devanāgarī.
På grund av den stora andelen persiska ord i avancerad urdu finns det språkvetare som menar att urdu bör kategoriseras som ett iranskt språk med nära släktskap till dari/persiska. Detta motsägs dock av allmänt erkända översikter över iranska språk. Det räknas allmänt som del av hindustani och som systerspråk till hindi. Det talas som modersmål av minst 46 miljoner indier och 8 miljoner pakistanier.

#### Persiska
Persiska talades i nuvarande Pakistan i flera sekler och hade hög status. Det var erkänt officiellt språk av landets befolkning, både innan och efter islam nådde riket. År 2020 hade mindre än 1 procent av befolkningen persiska som modersmål, i någon av varianterna farsi eller dari.

#### Koppling mellan urdu och persiska
Urdu har sedan början nära koppling till persiska när det gäller litteratur och poesi. Dessa språk kan förstås av varandra och kallas för Rekhta (Rekhti) i poesins värld. Jalal al-din Rumi (Jalal al-din Balkhi), Hafez (Khwāja Shams-ud-Dīn Muhammad Hāfez-e Shīrāzī), Amir Khusro, Mohammad Iqbal (Allama Iqbal), Mirza Ghalib, Khwaja Muhammad Hafiz Shirazi, Mir Taqi Mir, Rais Numani, Shamim Hashimi, Ataur Rahman Ata Kakwi och Allama Jamil Mazhari,är några urdu/persisktalande poeter och författare.

#### Påverkan frångrekiskapå de olika språken i Pakistan
Under Alexander den stores tid när hans grekiska (makedonska) rike sträckte ända till nuvarande Pakistan lämnade han och hans armé spår efter sig. Grekiskan har influerat många språk i Pakistan under Alexander den stores tid, varav urdu är ett. Även turkiska och arabiska haft kraftigt påverkan på språket.

### Religion
Pakistan är enligt sitt namn och konstitution en islamisk stat med islam som statsreligion. Pakistan har dock en mångfald av religiösa och etniska grupper, vilket återspeglas i olika kulturella traditioner och ritualer.

### Sociala förhållanden
År 2016 var könsfördelningen i Pakistan 1,06 män per kvinna. Moderns medianålder vid första barnets födelse, bland mödrar i åldern 25–29 år, uppmättes till 23,4 år enligt data från 2012/2013. Ungdomsarbetslösheten för åldrarna 15–24 år låg på 10,4 procent år 2014, med en lägre arbetslöshet hos män (9,4 procent) jämfört med kvinnor (12,9 procent).

### Hälsa
År 2015 var mödradödligheten i Pakistan 178 dödsfall per 100 000 födslar, medan spädbarnsdödligheten år 2016 uppgick till 53,9 dödsfall per 1 000 levande födslar. Spädbarnsdödligheten var högre bland pojkar (57,0 dödsfall) än bland flickor (50,6 dödsfall). Samma år rapporterades att 0,09 procent av den vuxna befolkningen var smittade av hiv/aids, vilket motsvarade 102 000 personer. Antalet årliga dödsfall på grund av hiv/aids uppgick till 3 600. År 2014 led 4,8 procent av den vuxna befolkningen av fetma, medan 31,6 procent av barn under fem års ålder var underviktiga enligt siffror från 2013.

### Övriga befolkningsdata
Den senaste folkräkningen hölls under perioden 15 mars 2017 till 25 maj 2017 med fokus på Pakistans befolkning den 18 mars 2017, vars befolkning uppgick till 207 774 520 invånare (varav 106 449 322 män, 101 314 780 kvinnor och 10 418 transsexuella) i det provisoriska resultatet. Tidigare folkräkningar hade hållits 1998, 1981, 1972, 1961 och 1951. Invånartalet i Pakistan uppskattades i juli 2018 av The World Factbook till 207 862 518 invånare, av Förenta nationerna (befolkning den 1 juli 2016) till 192 827 000, av Internationella valutafonden till 197 322 000 invånare (för år 2017) samt av Världsbanken (juli 2016) till 193 203 476 invånare.

## Kultur

### Konstarter

#### Musik
Pakistans musiktradition bygger på melodiska och rytmiska modi, som raga och tala, och delar kulturella rötter med arabvärlden och Sydasien. Religiös musik som sufiska qawwali-hymner samt konst- och populärmusik, exempelvis ghazal-genren med stjärnor som Mehdi Hassan och Ghulam Ali, knyter an till det sydasiatiska kulturområdet där många framstående klassiska musiker är muslimer.
Folkmusiken i Pakistan visar influenser från både Indien, Afghanistan och Iran, med instrument som dholak, naqqara, shahnai, harmonium, bansuri, rabab och sarangi. Traditionellt betraktas musik som en tveksam aktivitet inom islam, vilket bidragit till låg social status för professionella musiker. Bymusiken är central vid bröllop, högtider, arbete och som underhållning.

#### Bildkonst
I Harappa och Mohenjo-daro har arkeologer funnit lämningar från induskulturen (ca 2500–1700 f.Kr.), bland annat sigill med djurmotiv, smycken, dekorerad keramik och figuriner av lera, sten och koppar. Kulturen hade kontakter med Mesopotamien. Under Kushandynastin på 100-talet e.Kr. utvecklades Gandharakonsten i norra Pakistan, influerad av hellenistisk stil.
Den islamiska konsten präglas av dekorativa växtmotiv och kalligrafi. Under mogulriket skapades utsökta föremål i jade, elfenben och metall, samt textilier och mattor med florala mönster. Miniatyrmåleriet nådde sin höjdpunkt från 1500-talet med detaljrika hovscener och landskap i persisk stil.

#### Arkitektur
I Taxila och de omgivande bergen finns buddhistiska stupor från 100–600-talen som tillhör Gandharakulturen. Islamsk arkitektur introducerades på 700-talet, först i Sind. Betydande monument som Khaliq Walids mausoleum och Shah Rukn-i-Alams grav i Multan skapades under 1100- och 1300-talen. Jahangirs grav i Lahore och stadens mogularkitektur, inklusive Wazir Khan- och Bahshai-moskéerna samt trädgården Shalamar Bagh från 1642, är särskilt framstående.
Under kolonialtiden växte Karachi till en storstad och senare utbyggdes den för att bli huvudstad. Islamabad grundades med hjälp av västerländska arkitekter, däribland svenska VBB och turken Vedat Dalokay, som ritade Faisal Masjid. Bland yngre pakistanska arkitekter utmärker sig Yasmeen Lari.

### Mat
Pakistansk mat är känd för sina smakrika och kryddiga rätter. Kebab, biryani, samosa och olika former av curry utgör en betydande del av den pakistanska kulinariska upplevelsen. Måltider delas ofta inom familjen och används som en anledning till socialt umgänge.

## Internationella rankningar
| Organisation                                | Undersökning                   | Rankning   |
| ------------------------------------------- | ------------------------------ | ---------- |
| Heritage Foundation/The Wall Street Journal | Index of Economic Freedom 2019 | 131 av 180 |
| Reportrar utan gränser                      | Pressfrihetsindex 2019         | 142 av 180 |
| Transparency International                  | Korruptionsindex 2018          | 117 av 180 |
| FN:s utvecklingsprogram                     | Human Development Index 2018   | 152 av 189 |